# An Hae Sook

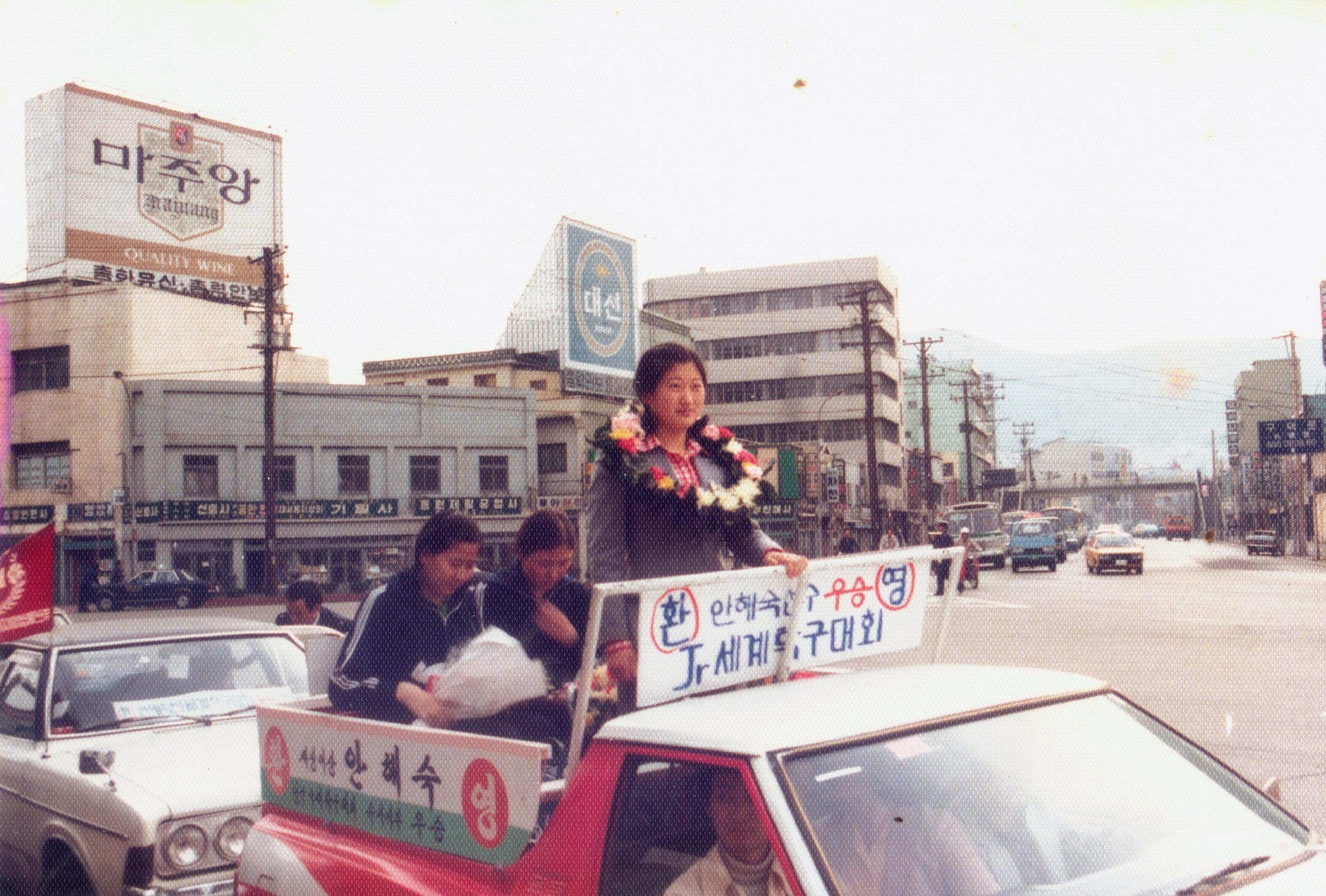
An Hae Sook

An Hae Sook (* 7. August 1961) ist eine ehemalige südkoreanische Tischtennisspielerin mit den größten Erfolgen in den 1980er Jahren. Sie gewann bei der Weltmeisterschaft 1981 Bronze im Doppel und Silber mit der Mannschaft.

## Werdegang
An Hae Sook war Abwehrspielerin. Sie wurde für die Weltmeisterschaften 1981 und 1983 nominiert. 1981 erreichte sie im Teamwettbewerb das Endspiel, im Doppel mit Hwang Nam Sook kam sie bis ins Halbfinale. Auch bei den Asienspielen (Asian Games) 1982 holte sie mit der koreanischen Mannschaft Silber. Nachdem sie 1981 die Internationale Meisterschaft von Wales gewonnen hatte, siegte sie Anfang 1982 in Kiel bei den Internationalen Deutschen Meisterschaften, die ohne Chinesen stattfanden, sowohl im Einzel (vor Olga Nemes) als auch im Doppel mit Hwang Nam Sook. In der ITTF-Weltrangliste wurde sie Anfang 1981 auf Platz sieben geführt.
1991 wurde An Hae Sook vom deutschen Bundesligaverein FC Langweid verpflichtet, wo sie sich auch um die Nachwuchsförderung verdient machte. 1994 wechselte sie zum TSV Röthenbach, mit dessen Damenmannschaft sie am Ende der Saison 1994/95 in die 1. Bundesliga aufstieg.

## Privat
An Hae Sook ist verheiratet.

## Turnierergebnisse
| Verband | Veranstaltung     | Jahr | Ort       | Land | Einzel    | Doppel        | Mixed     | Team |
| ------- | ----------------- | ---- | --------- | ---- | --------- | ------------- | --------- | ---- |
| KOR     | Asienspiele       | 1982 | New Delhi | IND  |           | Viertelfinale |           | 2    |
| KOR     | Weltmeisterschaft | 1983 | Tokio     | JPN  | letzte 32 | keine Teiln.  | letzte 32 | 5    |
| KOR     | Weltmeisterschaft | 1981 | Novi Sad  | YUG  | letzte 32 | Halbfinale    | letzte 64 | 2    |